# Joanna Jarmołowicz
Joanna Jarmołowicz (ur. 19 kwietnia 1994 w Legnicy) – polska aktorka.

## Wykształcenie
Uczęszczała do VI Liceum Ogólnokształcącego w Legnicy i do Autorskiej Szkoły Musicalowej Macieja Pawłowskiego. Wielokrotnie (bezskutecznie) próbowała dostać się do Akademii Teatralnej w Warszawie.

## Kariera zawodowa
Wystąpiła w teledysku do piosenki Maryli Rodowicz „Dalej orły”, nakręconej z okazji Mistrzostw Europy w Piłce Nożnej w 2012 roku. Na ekranie zadebiutowała w 2013 rolą Anity w filmie Sandland Bartłomieja Żmudy. Wcieliła się również w postać Zośki w filmie Planeta singli z 2016, a także w jego kontynuacjach z 2018 i 2019.
W latach 2016–2017 wcielała się w postać Marty Rudzińskiej w serialu telewizji Polsat Pierwsza miłość. Jesienią 2016 występowała jako Zuza Gładysz w serialu TVN Na noże. Od 2018 gra Katię w serialu TVP2 M jak miłość, natomiast od 2020 wciela się w postać salowej Halinki w produkcji TVP2 Na dobre i na złe.

## Życie prywatne
Jest związana z Janem Królikowskim, synem pary aktorskiej Małgorzaty Ostrowskiej-Królikowskiej i Pawła Królikowskiego. Mają syna Józefa (ur. 19 września 2019).
W dzieciństwie miała zdiagnozowane ADHD.

## Filmografia
| Filmy |                                         |                                 |                      |
| Rok   | Tytuł                                   | Rola                            | Uwagi                |
| 2013  | Trzeci bieg                             | dziewczyna                      | etiuda szkolna       |
| 2013  | Strażnicy                               |                                 | film krótkometrażowy |
| 2013  | Radosław                                | „Basia”                         | film dokumentalny    |
| 2013  | Pięćdziesiąt odlotów Stefana            | Żyleta                          | film krótkometrażowy |
| 2014  | Sandland                                | Anita                           | film krótkometrażowy |
| 2014  | Radosław II                             | „Basia”                         | film dokumentalny    |
| 2014  | Nożyczki                                |                                 | etiuda szkolna       |
| 2015  | Umbra                                   | ludzki posąg                    | film krótkometrażowy |
| 2015  | Szczeniak                               | Klaudia                         | etiuda szkolna       |
| 2015  | Stestuj rycerza                         |                                 | film krótkometrażowy |
| 2015  | Radosław Prolog                         |                                 | film dokumentalny    |
| 2015  | Impas                                   |                                 | etiuda szkolna       |
| 2016  | Planeta singli                          | Zośka, córka Bogdana            |                      |
| 2016  | Kazimierz Leski                         | dziewczyna oficera niemieckiego | film dokumentalny    |
| 2016  | Jan Mazurkiewicz ps. "Radosław"         | „Basia”                         | film dokumentalny    |
| 2017  | Spitsbergen                             | Julka                           | film krótkometrażowy |
| 2018  | Planeta singli 2                        | Zośka, córka Bogdana            |                      |
| 2018  | Juliusz                                 |                                 |                      |
| 2019  | Planeta singli 3                        | Zośka, córka Bogdana            |                      |
| 2019  | Miszmasz, czyli kogel-mogel 3           | policjantka Iwona Ząb           |                      |
| 2021  | Dawid i elfy                            | asystentka dyrektora            |                      |
| 2022  | Koniec świata, czyli kogel-mogel 4      | starsza posterunkowa Iwona Ząb  |                      |
| 2022  | 8 rzeczy, których nie wiecie o facetach | Zosia Michalska                 |                      |

| Produkcje telewizyjne |                   |                         |                                                      |
| Rok                   | Tytuł             | Rola                    | Uwagi                                                |
| 2014                  | Lekarze nocą      | pacjentka Maja          | serial internetowy, odcinek: 10                      |
| 2016–2017             | Pierwsza miłość   | Marta Rudzińska         | serial telewizyjny                                   |
| 2016                  | Na noże           | Zuza Gładysz            | serial telewizyjny                                   |
| 2017                  | W rytmie serca    | Agata                   | serial telewizyjny, odcinek: 4                       |
| 2017                  | Lekarze na start  | Izabella Stawska        | serial telewizyjny, odcinki: 6, 7, 13, 14, 17, 19-22 |
| 2018–2020             | M jak miłość      | Katia                   | serial telewizyjny                                   |
| 2020–obecnie          | Na dobre i na złe | salowa Halinka          | serial telewizyjny                                   |
| 2021                  | Receptura         | Mika, przyjaciółka Zosi | serial telewizyjny, odcinki: 1-5                     |
| 2021                  | Ojciec Mateusz    | Anna Matysiak           | serial telewizyjny, odcinek: 327                     |
| 2021                  | BrzydUla 2        | blogerka Majka          | serial telewizyjny, odcinek: 109                     |